# Frankrigs premierministre
Frankrigs premierministre har været:

## Bourbons tilbagevenden 1815-30
- Charles-Maurice de Talleyrand-Périgord, juli-september 1815
- Armand-Emmanuel du Plessis, (Armand-Emmanuel de Vignerot du Plessis, Duc de Richelieu), 1815-1818
- Jean Joseph Paul Augustin Dessoles, 1818-1819
- Élie Decazes (hertug af Glücksbjerg), 1819-1820
- Armand-Emmanuel du Plessis, 1820-1821 (anden gang)
- Jean-Baptiste de Villèle, 1821-1828
- Jean-Baptiste Sylvère Gaye de Martignac, 1828-1829
- Jules de Polignac, 1829-1830
- Casimir de Rochechouart, 29. juli 1830

…

## Julimonarkiet1830-48
- Victor de Broglie (1830 og 1835-36)
- Casimir Pierre Perier (1831-32)
- Adolphe Thiers (1836 og 1840)
- François Guizot (1847-48)

…

## Anden Republik1848-52
- Louis-Eugène Cavaignac (1848)

…

## Andet Kejserdømme1852-70
Ingen premierminister 1852-69
- Émile Ollivier (1869-70)

…

## Tredje Republik1870-1940
…
- Jules Dufaure (1871-73 og 1876)
- Albert de Broglie (1873-74 og 1877)
- Charles de Freycinet (1879-80, 1882, 1886 og 1890-92)
- Jules Ferry (1880-81 og 1883-85)
- Armand Fallières (1883)
- Émile Loubet (1892)
- Jean Casimir-Perier (1893-94)
- Léon Bourgeois (1895-96)
- Georges Clemenceau (1906-09 og 1917-20)
- Aristide Briand (1909-11, 1913, 1915-17, 1921-22, 1925-26, 1929)
- Raymond Poincaré (1912-13 og 1922-24)
- Gaston Doumergue (1913-14 og 1934)
- Alexandre Millerand (1920)
- Pierre Laval (1931-32 og 1935-36)
- Édouard Daladier (1933, 1934 og 1938-40)
- Léon Blum (1936-37 og 1938)
- Paul Reynaud (1940)
- Philippe Pétain (1940)

## Vichy-regeringen1940-44
- Philippe Pétain (1940-42)
- Pierre Laval (1942-44)

## Frankrigs premierministre siden 1944
|                       | Premierminister           | fra                | til                | Parti    |
| --------------------- | ------------------------- | ------------------ | ------------------ | -------- |
| Provisoriske regering | Charles de Gaulle         | 3. juni 1944       | 26. januar 1946    | partiløs |
| Provisoriske regering | Félix Gouin               | 26. januar 1946    | 24. juni 1946      | SFIO     |
| Provisoriske regering | Georges Bidault           | 24. juni 1946      | 16. december 1946  | MRP      |
| Provisoriske regering | Léon Blum                 | 16. december 1946  | 16. januar 1947    | SFIO     |
| Fjerde Republik       | Paul Ramadier             | 22. januar 1947    | 24. november 1947  | SFIO     |
| Fjerde Republik       | Robert Schuman            | 24. november 1947  | 26. juli 1948      | MRP      |
| Fjerde Republik       | André Marie               | 26. juli 1948      | 5. september 1948  | Radical  |
| Fjerde Republik       | Robert Schuman            | 5. september 1948  | 11. september 1948 | MRP      |
| Fjerde Republik       | Henri Queuille            | 11. september 1948 | 28. oktober 1949   | Radical  |
| Fjerde Republik       | Georges Bidault           | 28. oktober 1949   | 2. juli 1950       | MRP      |
| Fjerde Republik       | Henri Queuille            | 2. juli 1950       | 12. juli 1950      | Radical  |
| Fjerde Republik       | René Pleven               | 12. juli 1950      | 10. marts 1951     | UDSR     |
| Fjerde Republik       | Henri Queuille            | 10. marts 1951     | 11. august 1951    | Radical  |
| Fjerde Republik       | René Pleven               | 11. august 1951    | 20. januar 1952    | UDSR     |
| Fjerde Republik       | Edgar Faure               | 20. januar 1952    | 8. marts 1952      | Radical  |
| Fjerde Republik       | Antoine Pinay             | 8. marts 1952      | 8. januar 1953     | CNIP     |
| Fjerde Republik       | René Mayer                | 8. januar 1953     | 27. juni 1953      | Radical  |
| Fjerde Republik       | Joseph Laniel             | 27. juni 1953      | 18. juni 1954      | CNIP     |
| Fjerde Republik       | Pierre Mendès-France      | 18. juni 1954      | 23. februar 1955   | Radical  |
| Fjerde Republik       | Edgar Faure               | 23. februar 1955   | 31. januar 1956    | Radical  |
| Fjerde Republik       | Guy Mollet                | 31. januar 1956    | 12. juni 1957      | SFIO     |
| Fjerde Republik       | Maurice Bourgès-Maunoury  | 12. juni 1957      | 6. november 1957   | Radical  |
| Fjerde Republik       | Félix Gaillard            | 6. november 1957   | 13. maj 1958       | Radical  |
| Fjerde Republik       | Pierre Pflimlin           | 13. maj 1958       | 1. juni 1958       | MRP      |
| Fjerde Republik       | Charles de Gaulle         | 1. juni 1958       | 8. januar 1959     | UNR      |
| Femte Republik        | Michel Debré              | 8. januar 1959     | 14. april 1962     | UNR      |
| Femte Republik        | Georges Pompidou          | 14. april 1962     | 10. juli 1968      | UNR      |
| Femte Republik        | Maurice Couve de Murville | 10. juli 1968      | 20. juni 1969      | UDR      |
| Femte Republik        | Jacques Chaban-Delmas     | 20. juni 1969      | 6. juli 1972       | UDR      |
| Femte Republik        | Pierre Messmer            | 6. juli 1972       | 27. maj 1974       | UDR      |
| Femte Republik        | Jacques Chirac            | 27. maj 1974       | 26. august 1976    | UDR      |
| Femte Republik        | Raymond Barre             | 26. august 1976    | 21. maj 1981       | UDF      |
| Femte Republik        | Pierre Mauroy             | 21. maj 1981       | 17. juli 1984      | PS       |
| Femte Republik        | Laurent Fabius            | 17. juli 1984      | 20. marts 1986     | PS       |
| Femte Republik        | Jacques Chirac            | 20. marts 1986     | 10. maj 1988       | RPR      |
| Femte Republik        | Michel Rocard             | 10. maj 1988       | 15. maj 1991       | PS       |
| Femte Republik        | Edith Cresson             | 15. maj 1991       | 2. april 1992      | PS       |
| Femte Republik        | Pierre Bérégovoy          | 2. april 1992      | 29. marts 1993     | PS       |
| Femte Republik        | Édouard Balladur          | 29. marts 1993     | 18. maj 1995       | RPR      |
| Femte Republik        | Alain Juppé               | 18. maj 1995       | 3. juni 1997       | RPR      |
| Femte Republik        | Lionel Jospin             | 3. juni 1997       | 6. maj 2002        | PS       |
| Femte Republik        | Jean-Pierre Raffarin      | 6. maj 2002        | 31. maj 2005       | UMP      |
| Femte Republik        | Dominique de Villepin     | 31. maj 2005       | 17. maj 2007       | UMP      |
| Femte Republik        | François Fillon           | 17. maj 2007       | 10. maj 2012       | UMP      |
| Femte Republik        | Jean-Marc Ayrault         | 15. maj 2012       | 31. marts 2014     | PS       |
| Femte Republik        | Manuel Valls              | 31. marts 2014     | 6. december 2016   | PS       |
| Femte Republik        | Bernard Cazeneuve         | 6. december 2016   | 15. maj 2017       | PS       |
| Femte Republik        | Édouard Philippe          | 15. maj 2017       | 3. juli 2020       | LR       |
| Femte Republik        | Jean Castex               | 3. juli 2020       | 16. maj 2022       | partiløs |
| Femte Republik        | Élisabeth Borne           | 16. maj 2022       | 9. januar 2024     | RE       |
| Femte Republik        | Gabriel Attal             | 9. januar 2024     | 5. september 2024  | RE       |
| Femte Republik        | Michel Barnier            | 5. september 2024  |                    | LR       |

## Ekstern henvisning
- Wikimedia Commons har flere filer relateret til Frankrigs premierministre
- Liste over franske premierministre på den franske regerings hjemmeside Arkiveret 12. juli 2020 hos  Wayback Machine